# Inspektor Japp
Inspektor James Japp – postać fikcyjna, stworzona przez Agathę Christie; występuje w wielu powieściach i opowiadaniach z udziałem Herculesa Poirota. To policjant, sceptycznie nastawiony do pracy „małych szarych komórek” słynnego detektywa. Często jako pierwszy przybywa na miejsce zbrodni. Na ogół popełnia omyłki co do przebiegu zdarzeń i motywu zbrodni, a jednak po wyjaśnieniu danej zagadki przez Poirota chętnie przypisuje sukces sobie samemu. Najczęściej chodzi ubrany w prochowiec i kapelusz. W wielu opowiadaniach występuje jako nadinspektor, w powieści „Śmierć w chmurach” jest już komisarzem. Poirot zawsze się do niego zwraca per: „inspektorze” lub „komisarzu”, w zależności od stopnia, jaki ten w danej historii posiada. Ma złośliwy charakter, często dogaduje Poirotowi – zwłaszcza wtedy, kiedy myśli, że to on, Japp, nie zaś Poirot, ma w określonej sprawie rację (zawsze jednak okazuje się coś wręcz przeciwnego). Chętnie korzysta z pomocy Poirota w rozwiązywaniu spraw; niejednokrotnie sam go o to prosi. Jappa i Poirota łączy wielka przyjaźń. Pierwszy raz spotkali się podczas pobytu inspektora w Belgii, gdzie wspólnie rozwiązali pewną zagadkę (podczas tej sprawy obaj poznali również kapitana Arthura Hastingsa, innego wiernego przyjaciela Poirota). Do drugiego spotkania doszło w powieści „Tajemnicza historia w Styles”, gdy słynny detektyw przyjechał do Anglii na stałe.
W opowiadaniu „Zniknięcie pana Davenheima” Japp zakłada się z detektywem o to, iż ten nie rozwiąże zagadki, nie opuszczając swego mieszkania przez tydzień. Stawka była niebagatelna: pięć funtów i honor Poirota. Zakład wygrał detektyw.
Postać inspektora Jappa jest chwilami bardzo komiczna. Przypomina inspektora Lestrade’a z książek o Sherlocku Holmesie.
W serialu wytwórni Granada z Davidem Suchetem w roli głównej odtwórcą roli Jappa jest aktor Philip Jackson. Serial dość mocno rozszerza jego postać oraz ubarwia jego biografię o dodatkowe, zabawne wydarzenia, nie ukazane wcale w opowiadaniach np.
- w odcinku „Morderstwo w zaułku” fascynuje go puszczanie przez dzieci sztucznych ogni w Dzień Guya Fawkesa;
- w odcinku „Kradzież biżuterii w hotelu Metropolitan” Japp podczas zabawy w lunaparku wziął udział w strzelaniu do celu – wygrał wtedy... misia;
- w odcinku „Entliczek pentliczek” Japp spędzał święta samotnie do czasu, gdy zaprosił go do siebie Poirot;
- w odcinku „Gniazdo os” Jappowi dały się we znaki dolegliwości żołądkowe, a słynny detektyw odwiózł go wówczas do szpitala.

Warto też zauważyć, że w serialu inspektor Japp ma żonę, którą bardzo kocha pomimo tego, iż nie podziela ona jego pasji do rozwiązywania zagadek kryminalnych. Pani Japp nigdy nie pojawia się osobiście, ale dużo się o niej dowiadujemy z ust samego inspektora. W odcinku „Śmierć lorda Edgware’a” Japp wyjawia, że żona nie pozwala mu mówić przy stole o morderstwach, a do tego jest straszną pedantką, zwłaszcza gdy chodzi o czystość. Inspektor sam się chwilami dziwi, jak to możliwe, że już tyle lat są razem. W odcinku „Boże Narodzenie Herkulesa Poirot” święta spędza u rodziny pani Japp, którą to rodzinę inspektor niezbyt lubi. Widzimy wówczas, że największą udręką dla Jappa jest wspólne śpiewanie kolęd z krewnymi żony, dlatego pierwszej nadarzającej się okazji policjant wymyka się z Poirotem, by poprowadzić sprawę brutalnego morderstwa, które miało miejsce w sąsiedztwie.

## Powieści i opowiadania z jego udziałem
- 1920 Tajemnicza historia w Styles
- 1924 Poirot prowadzi śledztwo
- 1927 Wielka czwórka
- 1932 Samotny Dom
- 1933 Śmierć lorda Edgware’a
- 1935 Śmierć w chmurach
- 1936 A.B.C.
- 1937 Morderstwo w zaułku
- 1940 Pierwsze, drugie... zapnij mi obuwie
- 1947 Dwanaście prac Herkulesa
- 1974 Wczesne sprawy Poirota

Oraz krótkie przygody:
- Pas Hipolity,
- Zniknięcie pana Davenheima,
- Gniazdo os.